# Lieselotte Plangger-Popp
Lieselotte Popp, meglio nota, con il cognome del marito, come Lieselotte Plangger-Popp (Gut Karlsfelde, 31 maggio 1913 – Merano, 19 dicembre 2002), è stata una pittrice, incisore e illustratrice tedesca naturalizzata italiana.

## Biografia
Nata a Gut Karlsfelde, nel distretto di Marggrabowa, nella Prussia Orientale (oggi Olecko, Polonia), a nove anni si trasferì a Königsberg, dove studiò, tra il 1933 e il 1936, grafica.
Nel 1938 si trasferì ad Amburgo dove imparò le tecniche di incisione, mentre tra il 1939 e il 1945 dirige ad Innsbruck l'officina della libreria universitaria wagneriana.
Dal 1946 al 1949 si perfezionò alla Accademia delle belle arti di Monaco di Baviera, che si era trasferita da Monaco di Baviera nella vicina Haimhausen, dove si perfezionò ulteriormente con i professori Adolf Schinnerer e Willy Geiger. Nel 1981 l'amministrazione comunale di Haimhausen, dove la Plangger-Popp visse e operò fino al 1954, le concesse la cittadinanza onoraria.
Nel 1954 sposò lo scultore altoatesino Hans Plangger, con cui si trasferì a Bolzano. Il marito morì nel 1971.
Nel 1983 si trasferì a Merano, dove visse fino alla morte.

## Opere
Molto legata alla sua terra natale, nelle sue opere la Plangger-Popp mise spesso al centro i paesaggi e le figure della Prussia Orientale, così come le tematiche legate ai profughi, costretti a lasciare la loro terra.
In particolare dopo il matrimonio, sono spesso presenti i paesaggi altoatesini.
La Plangger-Popp ha inoltre lasciato numerosi disegni e incisioni realizzati nei suoi viaggi in Italia (anche prima del matrimonio) e in Grecia.
Ha infine curato le illustrazioni per molte opere della scrittrice Agnes Miegel.

## Premi e riconoscimenti
- 1982: Ostpreußischer Kulturpreis per le arti figurative[4]